# Hadouken!

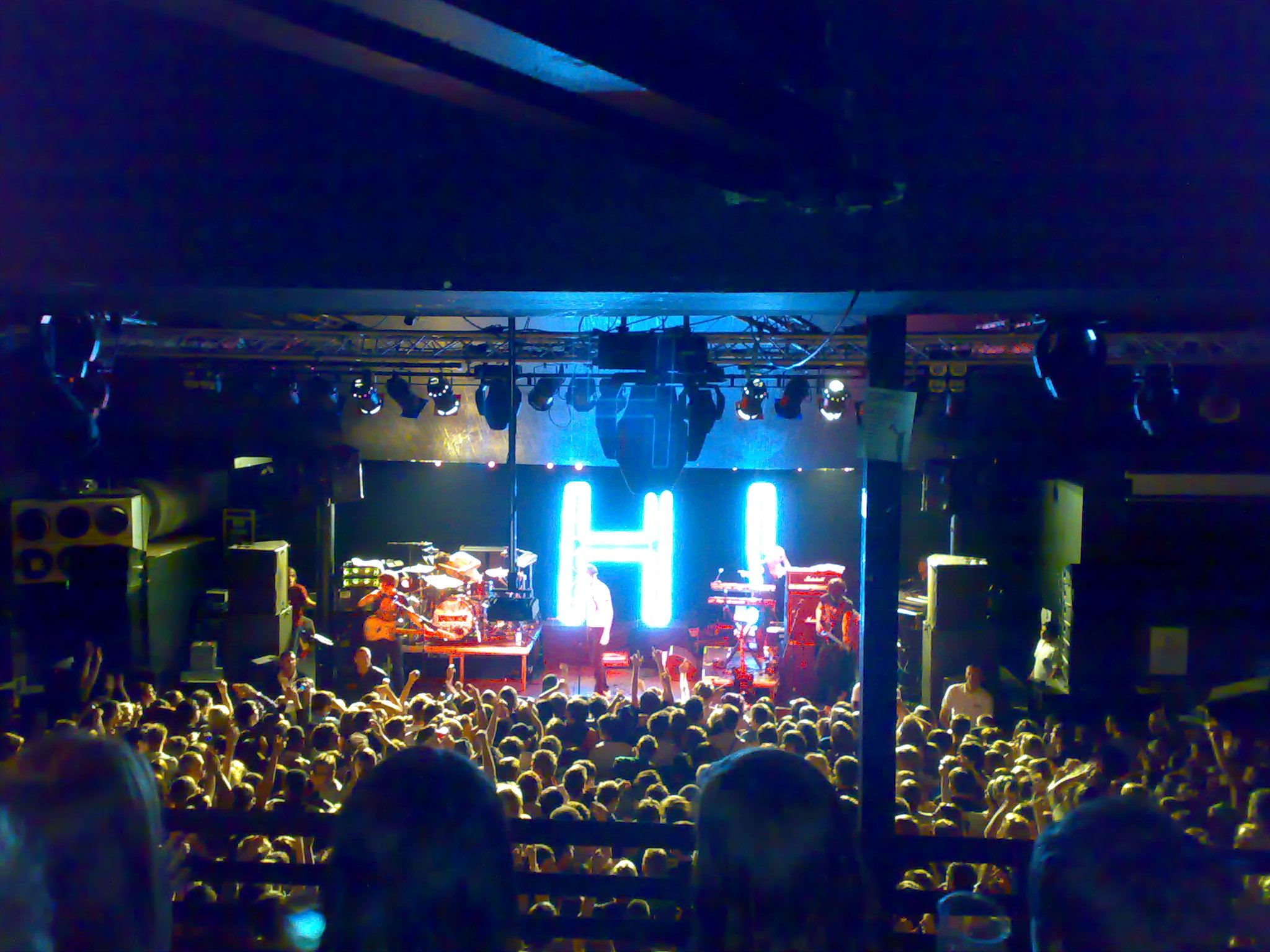
Hadouken!

Hadouken! is een Britse newraveband uit Leeds.

## Geschiedenis
Hadouken! ontstond in Leeds in de zomer van 2006 op initiatief van zanger, tekstschrijver en producent James Smith. De naam van de band is ontleend aan een term uit het videospel Street Fighter. Ze speelden hun eerste optreden in de Dirty Hearts Club in Southland op 16 september. Ze namen een demo op en waren de eerste zes maanden bezig met optredens door heel Leeds en Londen. In december 2006 kreeg Hadouken! een vijfde bandlid, bassist Chris Purcell. In februari 2007 bracht Hadouken! de eerste twee grammofoonplaten uit, met het nummer That Boy That Girl, waarmee ze redelijk populair werden nadat de video (gedirected door Bob Harlow) op MTV2 verscheen.
De band vergrootte zijn populariteit met de 12-trackmixtape Not Here to Please You op 12 november 2007. In mei 2008 verscheen het debuutalbum Music for an Accelerated Culture.
In maart 2013 kwam het nieuwe album Every Weekend uit. Het heeft een sterke drum-'n-bass-signatuur en werd onder andere geproduceerd door Noisia en Loadstar. De single Levitate kreeg veel bekendheid dankzij de videoclip die bestond uit een compilatie van extremestuntvideo's. De clip werd in de eerste week op YouTube meer dan 20 miljoen keer bekeken.
In 2014 liet de groep weten voorlopig uit elkaar te gaan.

## Stijl
De muziekstijl van Hadouken! valt onder new rave, een combinatie van breakbeat, grime en electro. Ze mixen dit ook met techno en geluidsfragmenten uit Nintendo's Game Boy.

## Huidige bandleden
- James Smith - zanger
- Alice Spooner - toetsen
- Daniel 'Pilau' Rice - gitaar
- Chris Purcell - basgitaar
- Nick Rice - drums

## Discografie

### Albums
- Music for an Accelerated Culture (5 mei 2008, Atlantic Records)
- For the Masses (25 januari 2010)
- Every Weekend (18 maart 2013)

### Ep's
- Liquid Lives (25 juni 2007, Surface Noise/Atlantic)
- Mixtape (2007, Surface Noise Records)
- Not Here to Please You (2007, Atlantic Records)
- Love, Sweat and Beer (18 november 2007, Atlantic Records)
- iTunes Live: London (2008, Atlantic Records)
- M.A.D. (14 september 2009, Surface Records/Warner Japan/Zoom)

### Singles
| Verschijningsdatum | Titel                  | UK Singles Chart-positie | Albums                           |
| ------------------ | ---------------------- | ------------------------ | -------------------------------- |
| 28 februari 2007   | That Boy That Girl     | -                        | Music for an Accelerated Culture |
| 25 juni 2007       | Liquid Lives           | 36                       | Music for an Accelerated Culture |
| 3 juli 2007        | Bounce                 | -                        | Not Here to Please You           |
| 18 november 2007   | Leap of Faith          | 131                      | Not Here to Please You           |
| 18 november 2007   | Love, Sweat and Beer   | -                        | Not Here to Please You           |
| 17 maart 2008      | Get Smashed Gate Crash | -                        | Music for an Accelerated Culture |
| 4 mei 2008         | Declaration of War     | 66                       | Music for an Accelerated Culture |
| 7 juli 2008        | Crank It Up            | -                        | Music for an Accelerated Culture |
| april 2008         | Declaration of War     | 66                       | Music for an Accelerated Culture |
| 14 september 2009  | M.A.D.                 | -                        | For the Masses                   |
| 20 december 2009   | Turn the Lights Out    | 171                      | For the Masses                   |
| 12 april 2010      | Mic Check              | -                        | For the Masses                   |

## Prijzen en nominaties
| Jaar | Prijs                   | Categorie                 | Resultaat |
| ---- | ----------------------- | ------------------------- | --------- |
| 2007 | BT Digital Music Awards | Best Electronic Artist/DJ | Nominatie |